# Nexans
Nexans — французская компания, производитель электрических кабелей. Штаб-квартира расположена в коммуне Курбевуа (пригород Парижа).

## История
В 1879 году в Швейцарии Франсуа Борель (François Borel) изобрёл водонепроницаемый кабель, который состоял из провода, обмотанного толем, а сверху покрытый свинцом. В 1897 году в Лионе (Франция) было создано Société Française de Câbles (Французское кабельное общество) для производства таких кабелей. Первоначально оно было дочерней структурой швейцарской компании Berthoud, Borel et Cie, но в 1912 году крупную долю в нём купила французская энергетическая компания Compagnie Générale d'Électricité (CGE). К 1925 году CGE полностью поглотила лионское общество, сделав его своим подразделением по производству кабелей, получившим название Câbles de Lyon.
В 1969 году CGE поглотила компанию Alcatel, производителя телекоммуникационного оборудования, включая кабели. В 1970-х годах были поглощены ещё два производителя кабелей: Câbles Geoffrey et Delore и Câbleries de Lens. В 1980 году была куплена компания Chandris Cables (Греция), в 1981 году приобретена доля в Chester Cables (США), в 1982 году поглощена Kabel- und- Metallwerke (ФРГ). В 1982 году CGE была национализирована, также в этом году под государственный контроль перешла промышленная группа Thomson, принадлежавшие ей два кабельных завода были переданы Câbles de Lyon.
В 1986 году CGE и ITT Corporation объединили свои подразделения телекоммуникационного оборудования в совместное предприятие Alcatel N.V., зарегистрированное в Нидерландах; производства кабелей были также объединены под названием Alcatel Cable. В следующие годы был поглощён целый ряд производителей кабелей в Европе, а в 1991 году был куплен крупнейший производитель проводов и кабелей в Канаде — Canada Wire and Cable.
В 2000 году Alcatel Cable была выделена из Alcatel N.V. и преобразована в компанию Nexans. В июне 2001 года акции Nexans были размещены на бирже. Выручка компании за 2002 год составила 4,3 млрд евро.
В 2008 году Madeco (позже ставшая Invexans) продала свои активы в Чили, Аргентине, Бразилии и Колумбии компании Nexans, взамен став её крупнейшим акционером. В октябре 2023 года подразделение телекоммуникационных кабелей было преобразовано в компанию Aginode и продано бельгийскому инвестиционному фонду Syntagma Capital. Таким образом Nexans ушла с рынка кабелей связи.

## Деятельность

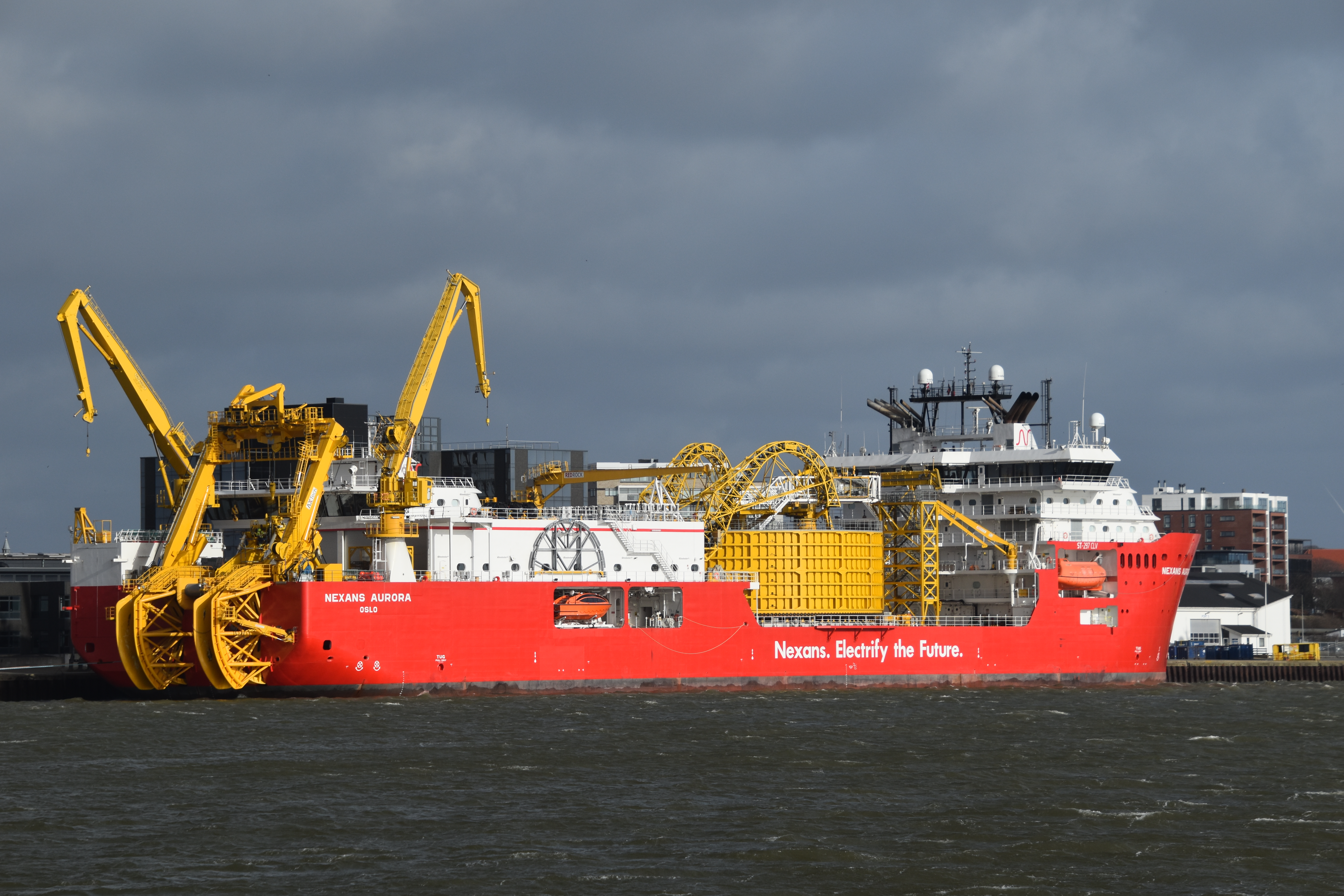
Nexans Aurora, кабельное судно компании

Nexans производит различные типы электрических кабелей. Предприятия компании имеются в 41 стране. Подразделения по состоянию на 2023 год:
- генерация и передача — производство высоковольтных кабелей, включая подводные, прокладка кабелей (компании принадлежит 2 судна-кабелеукладчика); 13 % выручки;
- распределение — производство алюминиевых кабелей для распределительных сетей напряжением от 1 кВ до 33 кВ, а также услуги по монтажу, ремонту и модернизации таких сетей; 18 % выручки;
- применение — производство низковольтных кабелей (менее 1 кВ) для проводки в жилых зданиях, предприятиях и объектах инфраструктуры; 26 % выручки;
- промышленность — производство комплектующих (кабелей и разъёмов) для автомобильной и других отраслей промышленности; 27 % выручки;
- металлургия — переработка катодной меди и металлолома в медные стержни и проволоку; компании принадлежит 4 металлургических завода по выплавке меди, расположенные в Лиме (Перу), Сантьяго (Чили), Монреале (Канада) и Лансе (Франция); 16 % выручки.

Выручка компании за 2023 год составила 7,79 млрд евро, из них на Канаду пришлось 1,18 млрд евро, на Германию — 1,00 млрд евро, на Францию — 987 млн евро, на Норвегию — 899 млн евро.

## Собственники и руководство
По состоянию на 2024 год крупнейшим акционером была чилийская компания Invexans, которая является дочерней структурой инвестиционной группы Quiñenco, контролируемой семьёй Лукшич, одной из самых богатых в Латинской Америке. Другими крупными акционерами были Bpifrance (7,69 %) и Baillie Gifford (7,14 %).
- Жан Мутон (Jean Mouton) — председатель совета директоров с мая 2019 года; до этого был старшим партнёром в Boston Consulting Group.
- Кристофер Герен (Christopher Guérin) — генеральный директор с июля 2018 года, в компании с 1997 года.